# Santo Tomas (Pangasinan)
Santo Tomas is een gemeente in de Filipijnse provincie Pangasinan op het eiland Luzon. Bij de laatste census in 2007 had de gemeente bijna 14 duizend inwoners.

## Geografie

### Bestuurlijke indeling
Santo Tomas is onderverdeeld in de volgende 10 barangays:
- La Luna
- Poblacion East
- Poblacion West
- Salvacion
- San Agustin
- San Antonio
- San Jose
- San Marcos
- Santo Domingo
- Santo Niño

## Demografie
Santo Tomas had bij de census van 2007 een inwoneraantal van 13.706 mensen. Dit zijn 1.402 mensen (11,4%) meer dan bij de vorige census van 2000. De gemiddelde jaarlijkse groei komt daarmee uit op 1,50%, hetgeen lager is dan het landelijk jaarlijks gemiddelde over deze periode (2,04%).

## Geboren in Santo Tomas
- Conrado Estrella (19 augustus 1917), politicus (overleden 2011).